# Добровольський Аркадій Захарович
Аркадій Захарович Добровольський (* 14 листопада 1911, с. Клекотина Вінницької обл. — † 10 червня 1969, м. Київ, Українська РСР) — український письменник, кіносценарист, перекладач з англійської (Джон Голсуорсі, Алан Сіллітоу для журналу «Всесвіт»), польської та французької мови. Співавтор сценарію культової кінострічки СРСР «Трактористи» (1936). Жертва сталінського терору.

## Життєпис
Після закінчення семирічки 1925 вступив до Барської індустріально-технічної профшколи, яку 1927 покинув. Працював слюсарем на Юзефо-Миколаївському цукровому заводі, пізніше — на ваговому заводі у Києві. У цей час почав писати вірші, які друкував у журналі «Молодий більшовик», «Життя й революція», «Глобус».
1930 вступив до творчого об'єднання письменників «Молодняк». Восени 1931 Добровольський став студентом літературно-лінгвістичного факультету Київського інституту народної освіти, де провчився лише одну зиму. Працював завідувачем Будинку літераторів у Києві, після — на Київській кіностудії художніх фільмів, де працював редактором-консультантом і штатним сценаристом до 1936, після чого вступив у Всесоюзний державний інститут кінематографії.
Працював редактором і сценаристом на Київській кіностудії художніх фільмів.
У цей період Добровольський написав кілька сценаріїв. Зокрема, у співавторстві з Вадимом Охрименком створив фільм «Щасливий фініш», із Є. Помєщиковим — сценарій до музичної комедії «Багата наречена». Його перу належить сценарій «Полюшко-поле», який став основою фільму «Трактористи», знятого режисером Іваном Пир'євим, який вийшов на екрани 1939 року, удостоєний Сталінської (Державної) премії. Підготував до друку збірки поезій «Квітнуть жита» й оповідань «Подільські аргонавти», проте видати не встиг. Свої фільми «Багата наречна», а також культову радянську кінострічку «Трактористи» Аркадій Добровольський побачив на Північній Колимі, як в'язень сталінських таборів.
1937  заарештований та засуджений. Повернувся в УРСР у 1959 році.
Похований на Берківцях.

## Репресії
Молодший лейтенант управління Держбезпеки Гольдфарб і сержант Лейбович 15 січня 1937 заарештували Добровольського на квартирі у Помєщикова. Трус проведений в кімнаті гуртожитку, де студент проживав у Москві. Звинувачували у контрреволюційній націоналістичній та терористичній діяльності. На допитах під впливом «фізичних методів» визнав вину.
Військовий трибунал Київського військового округу 10 квітня 1937 виніс вирок: 7 років ув'язнення і 5 років позбавлення в політичних правах. Покарання відбував в тресті «Дальбуд». Після відбуття строку знову засуджений на 10 років позбавлення волі. Підстава — вірш «Мудрый Кролик», в якому вбачали натяк на культ Сталіна.
Після строку залишився на Колимі як вільнонайманий. У с. Ягідне 1957 знову заарештували, але звільнили 2 вересня 1958. Військова колегія Верховного Суду СРСР 7 вересня 1957 скасувала вирок 1937, а військовий трибунал Далекосхідного військового округу анулював вирок 1944.
В Україну Добровольський повернувся 1959. Працював у сценарній майстерні Київської кіностудії ім. О. Довженка. У співавторстві з Ліною Костенко написав кіносценарій «Перевірте свої годинники», відзначений премією на республіканському конкурсі.
Перекладав художні твори з англійської (Д. Голсуорсі, А. Сілітоу), французької (Жорж Гові) для журналу «Всесвіт», редагував переклади з польської для видавництва «Радянський письменник».
19 травня 2015 року групою громадських активістів за участі письменників Олександра Горобця, Миколи Рябого, Вадима Вітковського на фронтоні Клекотинської середньої школи відкрито меморіальну дошку пам'яті видатного українського поета, письменника, перекладача і кіносценариста Аркадія Добровольського.

## Фільмографія
Автор сценаріїв кінокартин:
- «Щасливий фініш», 1934 р., у співавторстві
- «Багата наречена», 1937 р., у співавторстві
- «Трактористи» 1939, у співавторстві (в титрах не вказаний)
- «Перевірте свої годинники» (1962, у співавторстві з Ліною Костенко).